# Brassica
(Marco Porcio Catone, De re rustica)
Brassica L., 1753 è un genere di piante della famiglia delle Brassicacee, che comprende piante erbacee a grandi foglie, alcune delle quali hanno grandissima importanza nell'economia umana.

## Descrizione

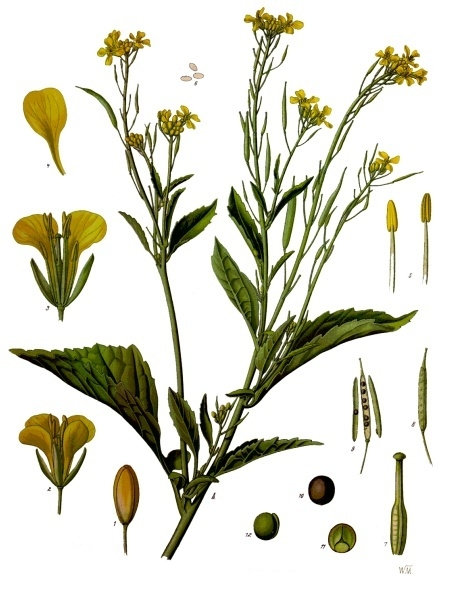
Brassica juncea

Il genere Brassica comprende piante erbacee bienni o perenni.
Le foglie molto grandi sono riunite in una rosetta basale.
I fiori, conformemente alle caratteristiche della famiglia, sono regolari e dialipetali; i petali sono 4 e gli stami 6.
Il frutto secco è una siliqua, cioè una capsula stretta e allungata, che ricorda superficialmente i baccelli delle Leguminose; i semi sono attaccati a una membrana interna.

## Distribuzione e habitat
La distribuzione naturale del genere Brassica comprende l'Europa centrale e meridionale, l'Asia centrale e occidentale e l'Africa a nord dell'Equatore.
La coltura delle specie principali di questo genere si è estesa da tempo a tutto il mondo.
Alcune specie si sono inselvatichite in America e in Australia.

## Ecologia

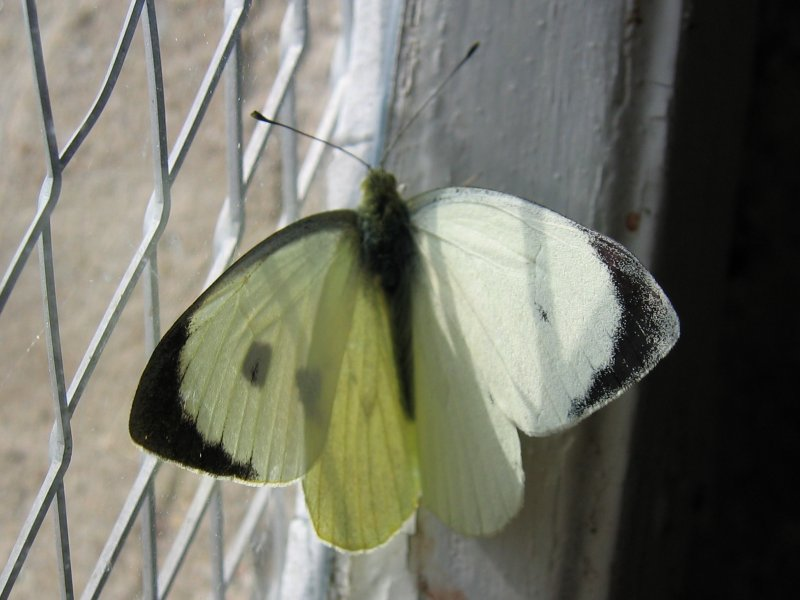
Una delle specie dette 'cavolaia', la Pieris brassicae

Molte specie del genere Brassica sono piante nutrici dei bruchi di numerose specie di Lepidotteri. Non a caso, diverse specie di queste farfalle sono chiamate volgarmente cavolaie.

## Tassonomia

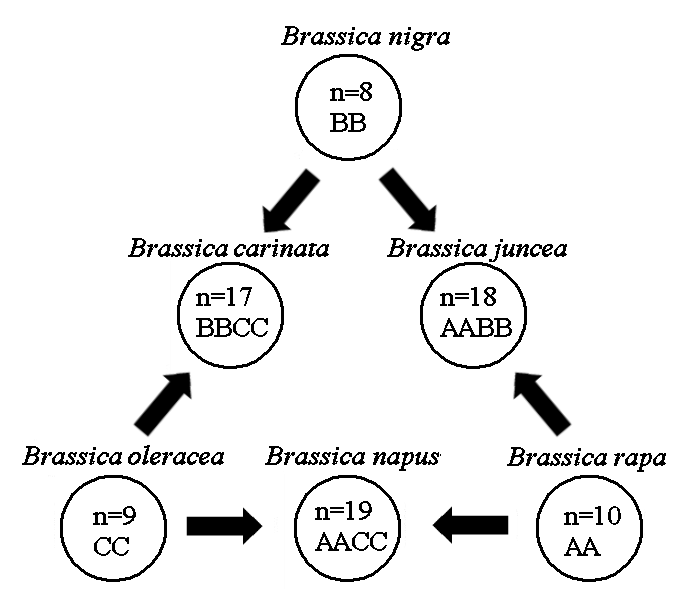
Ricostruzione dei legami genetici tra specie diverse

Il genere Brassica comprende circa 40 specie:
- Brassica assyriaca Mouterde
- Brassica aucheri Boiss.
- Brassica baldensis (Prosser & Bertolli) Prosser & Bertolli
- Brassica balearica Pers.
- Brassica barrelieri (L.) Janka
- Brassica beytepeensis Yild.
- Brassica bourgeaui (Webb ex Christ) Kuntze
- Brassica cadmea  Heldr. ex O.E.Schulz
- Brassica carinata A.Braun - cavolo abissino
- Brassica cretica Lam.
- Brassica deflexa Boiss.
- Brassica deserti Danin & Hedge
- Brassica desnottesii Emb. & Maire
- Brassica dimorpha Coss. & Durieu
- Brassica elongata  Ehrh. - colza di Persia
- Brassica fruticulosa Cirillo - cavolo mediterraneo o cavolo rapiciolla
- Brassica gravinae Ten. - cavolo di Gravina
- Brassica hilarionis Post
- Brassica incana Ten. - cavolo biancastro
- Brassica insularis Moris - cavolo di Sardegna o colza di Sardegna
- Brassica juncea (L.) Czern. - cavolo indiano o senape indiana
- Brassica loncholoma Pomel
- Brassica macrocarpa Guss. - cavolo delle Egadi o colza delle Egadi
- Brassica maurorum Durieu
- Brassica montana Pourr.
- Brassica napus L. - colza o navone o rutabaga
- Brassica nigra (L.) K.Koch - senape nera
- Brassica nivalis Boiss. & Heldr.
- Brassica oleracea L. - cavolo (cavolo cappuccio, cavolfiore, cavolino di Bruxelles, verza, broccolo)
- Brassica oxyrrhina Coss.
- Brassica procumbens (Poir.) O.E.Schulz -  cavolo prostrato
- Brassica raimondoi Sciandr., C.Brullo, Brullo, Giusso, Miniss. & Salmeri
- Brassica rapa L. -  rapa e cima di rapa
- Brassica repanda (Willd.) DC. - cavolo ricurvo
- Brassica rupestris Raf. - cavolo rupestre o colza rupestre
- Brassica setulosa (Boiss. & Reut.) Coss.
- Brassica somalensis Hedge & A.G.Mill.
- Brassica souliei Batt.
- Brassica spinescens Pomel
- Brassica trichocarpa C.Brullo, Brullo, Giusso & Ilardi
- Brassica tyrrhena Giotta, Piccitto & Arrigoni
- Brassica villosa Biv. - cavolo villoso
  - Brassica villosa bivoniana (Mazzola & Raimondo) Raimondo & Mazzola - cavolo di Bivona
  - Brassica villosa brevisiliqua (Raimondo & Mazzola) Raimondo & Geraci
  - Brassica villosa drepanensis (Caruel) Raimondo & Mazzola - cavolo di roccia o cavolo di Trapani
  - Brassica villosa tinei (Lojac.) Raimondo & Mazzola

La definizione delle specie è complicata dall'esistenza di ibridi sia naturali che artificiali. Per esempio, nell'illustrazione a lato sono indicati i legami genetici individuati fra tre specie 'capostipite' (B.nigra, B.oleracea, B.rapa) e tre specie di origine ibrida (B.carinata, B.juncea, B.napus).

## Importanza economica
Molte specie di Brassica sono coltivate per l'alimentazione umana.
In particolare, vengono consumate, a seconda delle specie e delle varietà, le foglie (p.es. verza), i fiori (p.es. cavolfiore) e le cime (p.es. rapa).
I semi di alcune specie sono usati in modo simile alla senape (p.es. senape indiana) o per l'estrazione di olio (olio di colza).

## Proprietà
Si è scoperto che molte specie del genere Brassica producono bromuro di etile, un fumigante che essendo uno dei responsabili dell'impoverimento dello strato dell'ozono, è stato bandito a partire dal 2005.